# Roar Ljøkelsøy
Roar Ljøkelsøy (Orkdal, 31 mei 1976) is een Noorse schansspringer.
In het begin van zijn carrière kon Ljøkelsøy geen aansluiting vinden bij de wereldtop en zat hij voortdurend in de achterste regionen, of kon hij incidenteel tot de middenmoot doordringen. De schansspringer die gezien wordt als een van de meest technische springers met een vloeiende vlieglijn, won zijn eerste World Cup-wedstrijd op 27-jarige leeftijd op 25 januari 2003.
Tijdens de seizoenen 2003-2004 en 2004-2005 presteerde hij constanter en op een veel hoger niveau. Uiteindelijk zou hij beide seizoenen afsluiten als tweede in de World Cup, achter Janne Ahonen. In 2003-2004 kwam hij tien punten tekort om Ahonen af te troeven, nadat hij zeven van de laatste elf World Cup-wedstrijden had weten te winnen. In 2004 werd hij in Planica individueel wereldkampioen skivliegen. In hetzelfde toernooi wist hij met zijn teamgenoten Tommy Ingebrigtsen, Bjørn Einar Romøren en Sigurd Pettersen de landenwedstrijd in het skivliegen te winnen.
Tijdens het WK schansspringen in 2005 won hij de zilveren medaille op de hoge schans en de bronzen medaille op de lage schans. Zijn verste sprong ooit sprong hij in Planica in maart 2005, toen hij tot een afstand van 230,5 meter kwam.

## Vierschansentoernooi 2006
Op 29 december 2005 eindigde hij tijdens de eerste wedstrijd van het Vierschansentoernooi 2006 op de tweede plaats achter Janne Ahonen, maar voor Jakub Janda. Hiermee had hij perspectief om de volgende drie wedstrijden te blijven strijden voor zijn eerste overwinning in het Vierschansentoernooi. Tijdens de tweede wedstrijd op nieuwjaarsdag in Garmisch-Partenkirchen eindigde Ljøkelsøy als vijfde en presteerden zijn concurrenten beter. Hierdoor zakte hij naar een vierde plaats in het algemeen klassement. In de derde wedstrijd in Innsbruck eindigde hij opnieuw op de vijfde plaats. Hij klom op naar de derde plaats in het klassement, aangezien Matti Hautamäki vijftiende werd. Tijdens de laatste wedstrijd in Bischofshofen eindigde hij op de derde positie, achter de twee leiders in het klassement. Hiermee verdedigde hij zijn derde plaats in het klassement.

## WK Skivliegen 2006
Op 13 en 14 januari 2006 legde Ljøkelsøy beslag op zijn tweede wereldtitel skivliegen. Op de eerste dag nam hij in Bad Mitterndorf de leiding in het klassement nadat hij de eerste twee sprongen het verst had gesprongen. Tijdens de tweede dag kwam hij niet meer in gevaar. Met zijn eerste sprong kwam hij 190,0 meter ver, met de tweede 207,5 meter. Het podium werd gecompleteerd door Andreas Widhölzl en Thomas Morgenstern.

## Olympische Winterspelen 2006
Ondanks dat Ljøkelsøys voorkeur ligt op de grotere schansen, boekte hij zijn beste individuele resultaat op de Spelen op de kleine K90-schans. Hierop werd hij achter zijn landgenoot Lars Bystøl en de Fin Matti Hautamäki derde. Op zijn favoriete grote schans, de K120-schans werd hij vierde. Samen met het Noorse team won hij een tweede bronzen medaille in de teamwedstrijd.
| Logo van de Olympische Spelen | Goud | Zilver | Brons | Logo van de Olympische Spelen |
|                               | 0    | 0      | 2     |                               |